# Буйон, Анри де Ла Тур д’Овернь
Анри де Ла Тур д’Овернь, виконт де Тюренн, герцог Буйонский (фр. Henri de La Tour d’Auvergne, vicomte de Turenne, duc de Bouillon; 28 сентября 1555 — 25 марта 1623, Седан) — вождь французских гугенотов при Генрихе IV и после его смерти, маршал Франции (1592 год), который упрочил положение младшей ветви дома де Ла Тур д’Овернь путём брака с наследницей седанской ветви Ламарков. Внук Анна де Монморанси (по матери), зять Вильгельма Оранского, отец великого Тюренна.

## Биография
В юные годы Тюренн слыл одним из приверженцев (миньонов) герцога Алансонского. Во время Религиозных войн в возрасте 12 лет участвовал в сражении при Сен-Дени (1567). Но после событий Варфоломеевской ночи принял кальвинистское вероисповедание (в 1576 году) и примкнул к партии Генриха Наваррского.
В 1580 году управлял Тулузой и Бордо. Сражался на стороне Генриха при взятии Парижа (1590 год). В благодарность за его подвиги король устроил брак Тюренна с наследницей маршала де Ламарка. В обход других (и более законных) претендентов на наследство Ламарков король закрепил за ним владение княжеством Седанским и право именоваться герцогом Буйонским.
Бездетный брак с княгиней Седанской продолжался недолго. После её смерти Тюренн сочетался браком с дочерью Вильгельма Оранского, Елизаветой, которая и стала матерью его детей.
В 1596 году ездил налаживать отношения с английской королевой, а годом ранее потерпел поражение от графа Фуэнтеса под стенами Дуллана.
В 1602 году примкнул к заговору Бирона, за что его имения были конфискованы, а сам маршал укрылся от гнева короля в Женеве. Через три года получил прощение и вернулся во Францию.
После смерти Генриха IV маршал Буйон вошёл в регентский совет, где активно боролся за власть с Сюлли и Кончини. После отставки Сюлли он стал самым высокопоставленным из гугенотов и основал для братьев по вере Седанскую академию в своём приграничном княжестве. Гугеноты видели в нём своего вождя, однако Буйон предпочёл уступить титул главнокомандующего силами кальвинистов герцогу де Рогану. Его мемуары были напечатаны в 1666 году.